# Das Alte Königreich
Das Alte Königreich (engl. Originaltitel: The Abhorsen Trilogy) ist eine Fantasyromantrilogie des australischen Schriftstellers Garth Nix. Sie besteht aus den drei Bänden Sabriel (1995), Lirael (2001) und Abhorsen (2003) und erschien 2003 beim amerikanischen Verlagshaus HarperCollins als Gesamtausgabe. In Deutschland wurde der erste Band im Jahr 2000 unter dem Titel Das siebte Tor bei Heyne veröffentlicht. Später erschienen die drei Romane unter ihren Originaltiteln im Verlag Bastei-Lübbe, wobei die ersten zwei Bände 2004 auf den Markt kamen und der abschließende Roman 2005 folgte. Die Übersetzung übernahm Lore Straßl.

## Handlung

### Band 1:Sabriel
Das Alte Königreich ist ein gefährlicher Ort, an dem es von Untoten und freier, ungezügelter Magie wimmelt. Zum Schutz seiner Tochter Sabriel bringt der Magier Terciel Abhorsen diese in das benachbarte Ancelstierre, wo sie fernab von ihrem Vater und den Mauern des Reiches im Wyverley College die seltene Chartermagie, die gegen Untote und Nekromantie eingesetzt werden kann, erlernt. Als sie eines Tages die Nachricht erhält, dass ihr Vater, einer der letzten Verteidiger – denn die Abhorsen bannen die Toten und schicken sie ins Totenreich zurück, während die Nekromanten sie beschwören, um ihre Macht zu vergrößern – gegen die Übermacht der Untoten, spurlos verschwunden ist, macht sich Sabriel auf, ihn im Alten Königreich zu suchen. Auf dem Weg in das sagenumwobene Abhorsen-Haus, wird sie von Untoten und mächtigen Wesen freier Magie angegriffen und erfährt zum ersten Mal von Kerrigor, einem mächtigen Untoten, der seine Armee sammelt, um wieder ins wirkliche Leben zurückzukehren. Im Haus ihrer Familie trifft Sabriel auf Mogget, eine Kreatur aus freier Magie und Diener der Abhorsen, die ihr in der Gestalt einer Katze gegenübertritt. Obgleich Sabriel nicht sicher ist, ob sie Mogget vertrauen kann, begeben sich beide gemeinsam auf die Suche nach ihrem Vater Terciel.
Unterwegs befreit Sabriel Touchstone, ein Mitglied der königlichen Familie, die vor Jahrhunderten ausgestorben ist, aus der Galionsfigur eines Schiffes, in die er von einem der vorherigen Abhorsen zu seinem eigenen Schutz gebannt wurde. Als sie schließlich den leblosen Körper von Sabriels Vater finden, begibt sich Sabriel ins Totenreich und redet dort mit ihrem Vater. Touchstone, der Sabriels Körper währenddessen beschützt, gerät unterdessen in einen Hinterhalt, denn der Körper des Abhorsen diente als Falle, die Kerrigor gestellt hat, um die beiden anzulocken und an ihr Blut zu gelangen. Dieses benötigt Kerrigor zur Zerstörung der Chartersteine, die als Barriere gegen die Untoten dienen. Sabriel und Touchstone können fliehen, lassen aber Terciel auf eigenen Wunsch zurück. Voller Trauer nimmt Sabriel den Kampf gegen Kerrigor auf. Sie kehrt zum Ausgangsort ihrer Suche (Ancelstierre) zurück, um den Untoten zu vernichten.

### Band 2:Lirael
Vierzehn Jahre nach den Geschehnissen im ersten Band bleibt dem Mädchen Lirael der Blick in die Zukunft, der den Mitgliedern ihrer Familie, den Clayr, für gewöhnlich angeboren ist, verwehrt. Als sie schon daran denkt, sich selbst umzubringen, hört sie ein Gespräch mit, das der König Touchstone und die Abhorsen Sabriel, die inzwischen verheiratet sind, mit den hochrangigen Clayr führen. Nachdem das Königspaar sich verabschiedet hat, wird Lirael von den Clayr entdeckt und zur Rede gestellt. Doch statt sie fürs Lauschen zu bestrafen, bieten die Clayr ihr überraschend Arbeit in der großen, und nicht gerade ungefährlichen Bibliothek der Clayr an. Doch zu ihrer eigenen Sicherheit verändern die Clayr ihr Gedächtnis so, dass Lirael sich nur im Notfall an die wirklichen Geschehnisse erinnern wird. So vertieft sich Lirael in die Geheimnisse der Magie und weckt versehentlich eine gefährliche Kreatur, der sie gerade noch Einhalt gebieten kann. Infolgedessen nimmt sie den Kampf gegen die bösen Kreaturen der Bibliothek auf und rettet mehreren Bibliothekarinnen heimlich das Leben. Sie zieht sich mehr und mehr von den anderen zurück und will sich schließlich mit Charter-Magie einen stummen Diener in Form eines Hundes – einen so genannten Hundesendling – erschaffen. Bei der Beschwörung, zu welcher Lirael eine antike Hundestatuette als Vorbild nimmt, verläuft allerdings nicht alles so wie von Lirael geplant und so entsteht die Fragwürdige Hündin, die sowohl Freie Magie als auch Chartermagie in sich trägt. Da sie Lirael wohlgesinnt scheint, schließen die beiden Freundschaft und erkunden die Bibliothek gemeinsam.
In der Zwischenzeit greifen Untote Prinz Sameth, den Sohn des Königspaares, und seine Schulkameraden in Ancelstierre an. Er flieht durch Magie in das Totenreich, wird dort aber von Hedge, einem Nekromanten, angegriffen. Sameth entkommt, bevor Hedge ihn im Totenreich binden kann. Nicholas, Sameths bester Freund, gelangt auf der Flucht vor den Untoten zu Hedge, der ihn mit Sameth verwechselt und daher ein Fragment des Zerstörers Orannis in Nicholas’ Blutbahnen bringt. Als Sameth erfährt, dass sein Freund mit Hedge die Mauern des Alten Königreichs überquert hat, um den kompletten Zerstörer auszugraben, macht er sich zu seiner Rettung auf. Sameth soll als Sohn Sabriels der Abhorsen-Nachfolger sein, aber er fürchtet sich vor der Macht des Todes und nimmt die magischen Glocken, mit denen die Toten bezwungen werden können, und das Buch der Toten nur widerwillig mit. Sameth trifft auf seiner Suche Mogget, den Diener der Abhorsen. Als sie von Untoten angegriffen werden, flieht der Prinz in einer Badewanne über den Fluss Ratterlin, da die Untoten fließendes Wasser nicht überqueren können.
Währenddessen entdeckt Lirael auf einem geheimen Ausflug eine Panflöte, mit der, ähnlich den Glocken Sameths, die Untoten bekämpft werden können, einen Dunkelspiegel, der einen Blick in die Vergangenheit ermöglicht, und ein Buch, das beschreibt, wie beides zu verwenden ist. Alles wurde vor vielen Jahrhunderten für sie bereitgelegt. Die Clayr teilen Lirael mit, dass sie das Mädchen in einer Vision am Roten See gesehen haben und sie sofort dorthin aufbrechen müsse. Mit dem magischen Schiff  „Finderin“ fährt sie über den Fluss Ratterlin nach Quirre. Unterwegs wirft sie durch das Totenreich einen Blick in die Vergangenheit und sieht dort ihren Vater. Als sie, wie zuvor Sameth, von Hedge angegriffen wird, muss sie zurück in die Welt der Lebenden fliehen. Kurz danach trifft sie den Prinzen und rettet ihn. Zusammen ändern sie den Plan und beschließen, zum Abhorsen-Haus zu gehen. Dort wird klar, dass Lirael Sameths Tante und die wahre Abhorsen-Nachfolgerin ist. Allerdings droht der folgende Angriff der Untoten die beiden im Haus der Abhorsen einzusperren.

### Band 3:Abhorsen
Der dritte Band setzt nahtlos an die Handlung von Lirael an. Als sich nach einem missglückten Attentat auf Sabriel und Touchstone dennoch die Nachricht verbreitet, das Königspaar sei tot, bricht im Reich das Chaos aus. Der Nekromant Hedge will die zwei Silberhemisphären zusammenführen, was zur Befreiung seines Meisters Orannis führen würde, der sich als Ziel die Zerstörung von allem Leben gesetzt hat. Gleichzeitig hängt noch Nick, der Freund von Prinz Sameth, im Spiel. Er trägt einen Splitter der Hemisphären in sich und wird teilweise von Orannis selbst gesteuert. Immer wieder wird er in die Handlung mit einbezogen, da Sam seinem Freund helfen möchte. Mit Hilfe des Katers Mogget und der Fragwürdigen Hündin versuchen Lirael und Sameth den Gebieter der Untoten aufzuhalten. Dazu begeben sie sich auf eine gefährliche Reise zum Hügel, wo die Hemisphären vergraben sind und später sogar nach Ancelstierre. Beim entscheidenden Kampf wird klar, dass die „Fragwürdige Hündin“ eine der Sieben war, die Orannis vor der Gründung der Charter in die zwei „Hemisphären“ gesperrt haben. Doch zu Beginn waren es neun, die Sieben, die die Charter gründeten und der Achte Scheiner, der sich als Mogget entpuppt, sowie der Zerstörer Orannis. Es ist eine sehr schwierige Aufgabe Orannis zu bannen und Lirael muss ihr Leben dafür opfern. So sollte es zumindest sein, doch die Hündin beißt ihr rechtzeitig die Hand ab und rettet ihr so das Leben. Ihre treue Begleiterin, die Hündin, muss jetzt aber für sie sterben.